# 人亞科
人亞科（Homininae）是人科下的亞科，當中包括了人類及其已滅絕的親屬，以及大猩猩及黑猩猩。它亦包含了所有的原始人類，如南方古猿。
直至1980年前，人科都只有人類一種，而其他的都是屬於猩猩科。但不同的發現迫使重新檢討這個分類，人科之下再分為猩猩亞科及人亞科。後來卻發現大猩猩及黑猩猩較接近人類，故牠們亦被包含在人亞科中。人猿總科的分類亦不斷的有所改變。
人亞科可以再細分為大猩猩族及人族，大猩猩族就只有大猩猩，而人族則包含人類及黑猩猩。中新世晚期的納卡里猿仲山種與同期的歐蘭猿可能就是這個分支的基底成員，並不屬於其下的兩個族。人亞科估計在800萬年前才開始分開演化。